# Raíz primitiva módulo n
Dado un número natural n, decimos que a es una raíz primitiva módulo n (abreviado mod n), si a genera como grupo a {\displaystyle \mathbb {Z} _{n}^{*}}, es decir, si {\displaystyle \forall b\in \mathbb {Z} _{n}^{*}} existe {\displaystyle k\in \mathbb {Z} } tal que  {\displaystyle a^{k}\equiv b{\pmod {n}}}. Aquí  {\displaystyle \mathbb {Z} _{n}^{*}} denota los elementos invertibles módulo n.
Dado que el orden de {\displaystyle \mathbb {Z} _{n}^{*}} es {\displaystyle \varphi (n)}, siendo φ la función phi de Euler, una raíz primitiva es un elemento con ese orden.

## Ejemplos
Si  {\displaystyle n=5} entonces 3 es raíz primitiva módulo 5:
{\displaystyle {\begin{array}{l}3^{1}=3\\3^{2}=9\equiv 4{\pmod {5}}\\3^{3}=3^{2}\times 3\equiv 4\times 3=12\equiv 2{\pmod {5}}\\3^{4}=3^{3}\times 3\equiv 2\times 3=6\equiv 1{\pmod {5}}\\\end{array}}}
Si observamos bien, todo resto coprimo con 5 (1, 2, 3 y 4) es congruente con {\displaystyle 3^{k}} módulo 5 para algún {\displaystyle k\in \mathbb {Z} }. De hecho (y esto ocurre para toda raíz primitiva) el {\displaystyle k} puede elegirse entre 1 y {\displaystyle 4=\varphi (5)}.
Para {\displaystyle n=14}, tenemos que 5 es raíz primitiva:
{\displaystyle {\begin{array}{l}5^{0}=1\\5^{1}=5\\5^{2}=25\equiv 11{\pmod {14}}\\5^{3}=5^{2}\times 5\equiv 11\times 5=55\equiv 13{\pmod {14}}\\5^{4}=5^{3}\times 5\equiv 13\times 5=65\equiv 9{\pmod {14}}\\5^{5}=5^{4}\times 5\equiv 9\times 5=45\equiv 3{\pmod {14}}\\\end{array}}}
{\displaystyle \mathbb {Z} _{14}^{*}=\{1,3,5,9,11,13\}}, o sea que obtenemos todos los elementos de {\displaystyle \mathbb {Z} _{14}^{*}} como potencias de 5.

## Existencia de raíces primitivas
Se puede demostrar que si p es un número primo, entonces existe alguna raíz primitiva módulo p (para la demostración se utiliza el hecho de que {\displaystyle \mathbb {Z} _{p}} es un cuerpo cuando p es primo). Fijada b una raíz primitiva módulo p, cualquier entero a que no sea divisible entre p puede escribirse como {\displaystyle a=b^{r}{\pmod {p}}} para un único {\displaystyle r\in \{1,2,...,p-1\}}. 
También puede demostrarse que si {\displaystyle n=p^{k}} con p un primo impar (mayor que 2), entonces existen raíces primitivas módulo n, así como también existen raíces primitivas módulo n cuando n=1, {\displaystyle n=2p^{k}}, siendo p, como antes, un primo impar. Éstos, junto con el valor n=4, son los únicos números n que permiten raíces primitivas módulo n.

## Aplicaciones
Al utilizar el protocolo criptográfico Diffie-Hellman suelen escogerse un primo p y g una raíz primitiva módulo p. Como dijimos, dado {\displaystyle b\in \mathbb {Z} _{p}^{*}} se tiene {\displaystyle b=g^{r}{\pmod {p}}} para un único {\displaystyle r\in \{1,2,...,p-1\}}.
Encontrar ese r  fijados a y b es lo que se conoce como el problema del logaritmo discreto.